# 7-й проезд Подбельского
Седьмо́й прое́зд Подбе́льского — проезд, расположенный в Восточном административном округе города Москвы на территории района Богородское.

## История
Проезд был фактически проложен в 1960 году при застройке этого района как внутриквартальный проезд без названия, но получил название лишь в 1990 году — одновременно с открытием станции метро «Улица Подбельского» (с 8 июля 2014 года «Бульвар Рокоссовского»). Название дано по нахождению на территории бывшего посёлка имени Подбельского; посёлок был построен в 1920-х годах по инициативе работников связи близ села Богородское и получил имя народного комиссара почт и телеграфа РСФСР В. Н. Подбельского (1887—1920). Возникновение этого номерного названия в дополнение к существовавшим шести (кроме упразднённого 2-го проезда и переименованной в 1992 году улицы) можно объяснить исключительно прихотью чиновников, и есть все основания полагать, что это название не прижилось — местными жителями оно не используется.

## Расположение
7-й проезд Подбельского проходит от бульвара Маршала Рокоссовского на северо-восток, пересекает Ивантеевскую улицу и проходит до 6-го проезда Подбельского.

## Примечательные здания и сооружения
Нумерация домовладений по 7-му проезду Подбельского отсутствует.

Все выходящие на проезд здания имеют нумерацию по Ивантеевской улице, бульвару Маршала Рокоссовского, 5-му проезду Подбельского и Открытому шоссе.

## Транспорт

### Наземный транспорт
Маршруты наземного транспорта по проезду не проходят. У середины проезда, на пересечении с Ивантеевской улицей, расположена остановка «Метро „Бульвар Рокоссовского“» трамваев 2, 4, 7, 46, автобусов 75, 80, 86, 265, 327.

### Метро
- Станция метро «Бульвар Рокоссовского» Сокольнической линии — непосредственно у середины проезда, на Ивантеевской улице

### Железнодорожный транспорт
- Станция МЦК «Бульвар Рокоссовского» — восточнее проезда, на 6-м проезде Подбельского.